# Raúl Albiol
Pour les articles homonymes, voir Albiol.
Raúl Albiol Tortajada, né le 4 septembre 1985 à Vilamarxant en Espagne, est un footballeur international espagnol. Il évolue au poste de défenseur.
Albiol a un frère aîné ayant eu une carrière professionnelle, Miguel.

## Biographie

### Valence CF
Né à Vilamarxant en Espagne, Raúl Albiol est formé au Valence CF, il fait ses débuts dans l'équipe réserve et remporte le Championnat d’Europe des moins de 19 ans. Dans sa ville natale de Vilamarxant, une rue porte son nom, en l'honneur de ses performances sous le maillot de Valence.
Il est inscrit en équipe première afin de disputer la Coupe UEFA ce qui lui permet de remporter son premier grand trophée.
Il est prêté à Getafe CF la saison suivante mais, alors qu'il se rend dans la banlieue de Madrid afin de signer son contrat, il est victime d'un grave accident de la route le 2 août 2004. Albiol est transféré à l’hôpital de Cuenca. Il se trouve alors entre la vie et la mort. Le club décide quand même de le prendre et après une courte période de rétablissement, il s'impose comme titulaire.
Il retourne la saison suivante au Valence CF où il retrouve Quique Sánchez Flores, ancien entraîneur de Getafe CF. Il joue au poste d'arrière central aux côtés de Roberto Ayala. Il devient très vite l'une des icones de Mestalla, devant incontournable et très apprécié des "seguidores". Ses bonnes prestations le propulse sur le devant de la scène, attirant les convoitises de nombreux clubs, dont le Real Madrid.

### Real Madrid
Le 24 juin 2009, un accord est trouvé entre Valence CF et le Real Madrid pour un transfert avoisinant les quinze millions d'euros. Le joueur signe un contrat de 5 ans avec les Merengues. Son achat est en partie dû à la suspension du défenseur du Real Madrid, Pepe, qui avait volontairement agressé le joueur de Getafe, Javier Casquero, et qui sera suspendu pour les quatre premiers matchs de Liga BBVA. Après la grave blessure de Pepe, Albiol gagne petit à petit une place dans le onze titulaire du Real Madrid, en concurrence directe avec l'international argentin Ezequiel Garay.
Il marque quelques buts précieux pour le Real Madrid, notamment en Ligue des champions contre l'Olympique de Marseille en décembre 2009 (victoire finale 3-1).
En 2010, après que le Real a recruté le Portugais Ricardo Carvalho, Albiol perd sa place de titulaire en raison de la grande concurrence en défense centrale.
Lors de la saison 2010-2011, il retrouve une place de titulaire aux côtés de l'expérimenté Ricardo Carvalho. Il enchaîne les bons matchs et profite des blessures et suspensions de Pepe et des mauvaises performances d'Ezequiel Garay.
José Mourinho déclare le 3 juin 2012 que son défenseur central est « intransférable ». Rentré de l'Euro 2012, il prolonge son contrat de deux ans chez les Merengues.
Durant la blessure de Raphaël Varane, il assure très bien l'intérim et sort de bonnes prestations.
Il joue la finale de la Copa del Rey face à l'Atlético Madrid le 17 mai 2013, mais le Real s'incline sur le score de deux buts à un.
À l'occasion de la 35e journée avancée de la Liga contre Malaga, il marque son premier but au Santiago Bernabeu sur corner dès la 2e minute pour une victoire 6-2 des Merengues.

### SSC Naples
Le 21 juillet 2013, Albiol signe un contrat de quatre ans en faveur du club napolitain pour un montant de douze millions d'euros,.
Il marque son premier but pour Naples le 25 janvier 2014, lors d'une rencontre de championnat face au Chievo Vérone. Titularisé, il marque le but égalisateur en toute fin match sur un service de Dries Mertens (1-1 score final).
En février 2019, il est privé des terrains durant plusieurs semaines en raison d'une blessure au tendon rotulien gauche traitée par chirurgie.

### Villarreal CF
Le 4 juillet 2019, Albiol retourne en Espagne et s'engage au Villarreal CF pour trois saisons. Un an auparavant, le club espagnol souhaitait déjà engager le joueur mais le transfert avait été refusé par le président napolitain Aurelio De Laurentiis.
Il joue son premier match pour Villarreal le 17 août 2019, lors de la première journée de la saison 2019-2020 de Liga face au Grenade CF. Il est titularisé lors de cette rencontre qui se solde par un match nul (4-4).
En novembre 2021, le contrat d'Albiol avec le club est prolongé jusqu'en juin 2023. Il est le capitaine de Villarreal qui atteint la demi-finale de la Ligue des champions 2021-2022, étant associé en défense centrale à Pau Torres.
En mai 2023, Albiol prolonge son contrat d'une saison supplémentaire. En juillet 2024, il signe une extension jusqu'en juin 2025. Il quitte Villarreal à l'issue de cette saison, ayant disputé un total de 201 rencontres avec ce club,.

### Sélection nationale

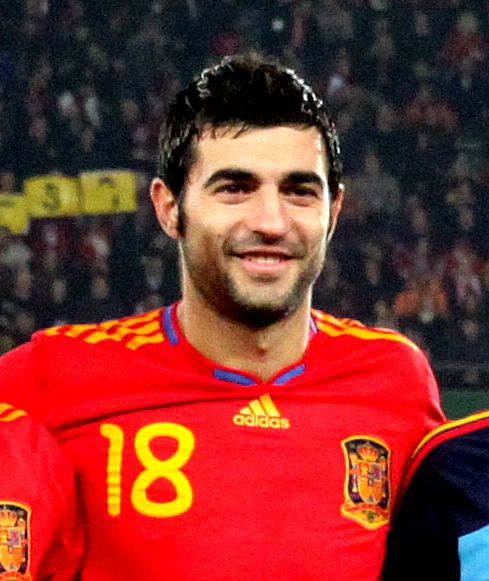
Albiol sous le maillot de la sélection espagnole.

Raúl Albiol a débuté avec l'équipe d'Espagne le 13 octobre 2007 lors d'un match qualificatif pour Euro 2008 face au Danemark (victoire 3 à 1 de l'Espagne).
Il est retenu par Vicente del Bosque pour l'Euro 2008. Albiol y dispute deux matchs mais est remplaçant durant la finale. L'Espagne s'impose 1-0 contre l'Allemagne et remporte la compétition pour la seconde fois, après son sacre en 1964.
Albiol a remporté  les 23 premiers matchs qu'il a joué avec la Roja, ce qui constitue un record.
Convoqué à la Coupe du monde 2010, Albiol est remplaçant tout au long de la compétition à cause d'une blessure. La Roja soulève le titre mondial pour la première fois de son histoire en s'imposant 1-0 en finale contre les Pays-Bas.
Le 15 mai 2012, il est sélectionné dans la pré-liste de l'Euro 2012 puis conservé dans la liste définitive. Albiol joue à nouveau un rôle de second couteau, ne disputant aucune minute durant le tournoi où l'Espagne réalise un triplé historique en remportant la compétition.
Albiol est convoqué pour disputer la Coupe du monde 2014. En deçà, l'Espagne est sortie dès les phases de poules alors que le défenseur ne prend part qu'au dernier match contre l'Australie (victoire 0-3).
N'étant plus rappelé depuis mars 2015, Albiol fait son retour avec la Roja au mois d'octobre 2018 lors d'un amical contre le Pays de Galles. Ses performances avec Villarreal conduisent Robert Moreno à le convoquer en octobre 2019. Albiol capitaine même la sélection lors d'un nul 1-1 face à la Suède le 15 octobre.

## Palmarès
Valence CF :
- Vainqueur de la Coupe UEFA en 2004
- Vainqueur de la Coupe d'Espagne en 2008

 Real Madrid CF :
- Champion d'Espagne en 2012
- Vainqueur de la Coupe d'Espagne en 2011
- Vainqueur de la Supercoupe d'Espagne en 2012

 SSC Naples :
- Vainqueur de la Coupe d'Italie en 2014
- Vainqueur de la Supercoupe d'Italie en 2014

 Villarreal CF :
- Vainqueur de la Ligue Europa en 2021
- Finaliste de la Supercoupe de l'UEFA en 2021

 Espagne :
- Vainqueur de la Coupe du monde 2010
- Vainqueur de l'Euro 2008 et de l'Euro 2012
- Troisième de la Coupe des confédérations 2009
- Finaliste de la Coupe des confédérations 2013

### Distinctions personnelles
- Prix Don Balón de joueur révélation de la Liga en 2006

## Statistiques
| Saison                | Club                  | Championnat           | Championnat | Championnat | Championnat | Coupe(s) nationale(s) | Coupe(s) nationale(s) | Coupe(s) nationale(s) | Supercoupe | Supercoupe | Supercoupe | Compétition(s) continentale(s) | Compétition(s) continentale(s) | Compétition(s) continentale(s) | Compétition(s) continentale(s) | Supercoupe UEFA | Supercoupe UEFA | Supercoupe UEFA | Espagne | Espagne | Espagne | Total | Total | Total |
| Saison                | Club                  | Division              | M.          | B.          | P.d.        | M.                    | B.                    | P.d.                  | M.         | B.         | P.d.       | Comp.                          | M.                             | B.                             | P.d.                           | M.              | B.              | P.d.            | M.      | B.      | P.d.    | M.    | B.    | P.d.  |
| 2002-2003             | Valence CF            | PD                    | -           | -           | -           | -                     | -                     | -                     | -          | -          | -          | C1                             | -                              | -                              | -                              | -               | -               | -               | -       | -       | -       | 0     | 0     | 0     |
| 2003-2004             | Valence CF            | PD                    | -           | -           | -           | -                     | -                     | -                     | -          | -          | -          | C3                             | 2                              | 0                              | 0                              | -               | -               | -               | -       | -       | -       | 2     | 0     | 0     |
| 2005-2006             | Valence CF            | PD                    | 29          | 1           | 0           | 4                     | 0                     | -                     | -          | -          | -          | CI                             | 3                              | 0                              | 0                              | -               | -               | -               | -       | -       | -       | 36    | 1     | 0     |
| 2006-2007             | Valence CF            | PD                    | 36          | 1           | 0           | 4                     | 2                     | 0                     | -          | -          | -          | C1                             | 12                             | 1                              | 0                              | -               | -               | -               | -       | -       | -       | 52    | 4     | 0     |
| 2007-2008             | Valence CF            | Liga                  | 32          | 1           | 0           | 6                     | 0                     | 0                     | -          | -          | -          | C1                             | 7                              | 0                              | 0                              | -               | -               | -               | 6       | 0       | 0       | 51    | 1     | 0     |
| 2008-2009             | Valence CF            | Liga                  | 34          | 2           | 1           | 2                     | 0                     | 0                     | 2          | 0          | 0          | C3                             | 6                              | 0                              | 0                              | -               | -               | -               | 9       | 0       | 0       | 53    | 2     | 1     |
| Sous-total            | Sous-total            | Sous-total            | 131         | 5           | 1           | 16                    | 2                     | 0                     | 2          | 0          | 0          | -                              | 30                             | 1                              | 0                              | -               | -               | -               | 15      | 0       | 0       | 194   | 8     | 1     |
| 2004-2005             | Getafe CF (prêt)      | PD                    | 17          | 1           | 0           | 2                     | 0                     | 0                     | -          | -          | -          | -                              | -                              | -                              | -                              | -               | -               | -               | -       | -       | -       | 19    | 1     | 0     |
| 2009-2010             | Real Madrid           | Liga                  | 33          | 0           | 1           | 2                     | 0                     | 0                     | -          | -          | -          | C1                             | 8                              | 1                              | 0                              | -               | -               | -               | 8       | 0       | 1       | 51    | 1     | 2     |
| 2010-2011             | Real Madrid           | Liga                  | 20          | 0           | 0           | 6                     | 0                     | 0                     | -          | -          | -          | C1                             | 6                              | 0                              | 0                              | -               | -               | -               | 4       | 0       | 0       | 36    | 0     | 0     |
| 2011-2012             | Real Madrid           | Liga                  | 10          | 0           | 0           | 2                     | 0                     | 0                     | -          | -          | -          | C1                             | 5                              | 0                              | 0                              | -               | -               | -               | 7       | 0       | 0       | 24    | 0     | 0     |
| 2012-2013             | Real Madrid           | Liga                  | 18          | 1           | 0           | 5                     | 0                     | 0                     | 1          | 0          | 0          | C1                             | 2                              | 0                              | 0                              | -               | -               | -               | 6       | 0       | 1       | 32    | 1     | 1     |
| Sous-total            | Sous-total            | Sous-total            | 81          | 1           | 1           | 15                    | 0                     | 0                     | 1          | 0          | 0          | -                              | 21                             | 1                              | 0                              | -               | -               | -               | 25      | 0       | 2       | 143   | 2     | 3     |
| 2013-2014             | SSC Naples            | Serie A               | 32          | 1           | 2           | 5                     | 0                     | 0                     | -          | -          | -          | C1+C3                          | 6+3                            | 0                              | 0                              | -               | -               | -               | 7       | 0       | 0       | 53    | 1     | 2     |
| 2014-2015             | SSC Naples            | Serie A               | 35          | 0           | 1           | 3                     | 0                     | 0                     | 1          | 0          | 0          | C1+C3                          | 2+10                           | 0                              | 0+1                            | -               | -               | -               | 4       | 0       | 0       | 55    | 0     | 2     |
| 2015-2016             | SSC Naples            | Serie A               | 36          | 1           | 1           | -                     | -                     | -                     | -          | -          | -          | C3                             | 3                              | 0                              | 0                              | -               | -               | -               | -       | -       | -       | 39    | 1     | 1     |
| 2016-2017             | SSC Naples            | Serie A               | 26          | 0           | 1           | 3                     | 0                     | 0                     | -          | -          | -          | C1                             | 6                              | 0                              | 0                              | -               | -               | -               | -       | -       | -       | 35    | 0     | 1     |
| 2017-2018             | SSC Naples            | Serie A               | 31          | 3           | 1           | -                     | -                     | -                     | -          | -          | -          | C1+C3                          | 7+1                            | 0                              | 0                              | -               | -               | -               | -       | -       | -       | 39    | 3     | 1     |
| 2018-2019             | SSC Naples            | Serie A               | 20          | 1           | 0           | -                     | -                     | -                     | -          | -          | -          | C1                             | 6                              | 0                              | 0                              | -               | -               | -               | 1       | 0       | 0       | 27    | 1     | 0     |
| Sous-total            | Sous-total            | Sous-total            | 180         | 6           | 6           | 11                    | 0                     | 0                     | 1          | 0          | 0          | -                              | 44                             | 0                              | 1                              | -               | -               | -               | 12      | 0       | 0       | 248   | 6     | 7     |
| 2019-2020             | Villarreal CF         | Liga                  | 36          | 1           | 0           | 2                     | 0                     | 0                     | -          | -          | -          | -                              | -                              | -                              | -                              | -               | -               | -               | 4       | 0       | 0       | 42    | 1     | 0     |
| 2020-2021             | Villarreal CF         | Liga                  | 35          | 0           | 0           | 1                     | 0                     | 0                     | -          | -          | -          | C3                             | 11                             | 2                              | 0                              | -               | -               | -               | -       | -       | -       | 47    | 2     | 0     |
| 2021-2022             | Villarreal CF         | Liga                  | 28          | 0           | 0           | 2                     | 1                     | 0                     | 0          | 0          | 0          | C1                             | 12                             | 0                              | 0                              | 1               | 0               | 0               | 2       | 0       | 0       | 45    | 1     | 0     |
| 2022-2023             | Villarreal CF         | Liga                  | 25          | 0           | 0           | 1                     | 0                     | 0                     | -          | -          | -          | C4                             | 1                              | 0                              | -                              | -               | -               | -               | -       | -       | -       | 27    | 0     | 0     |
| 2023-2024             | Villarreal CF         | Liga                  | 25          | 0           | 1           | 1                     | 0                     | 0                     | -          | -          | -          | C3                             | 3                              | 0                              | 0                              | -               | -               | -               | -       | -       | -       | 29    | 0     | 1     |
| 2024-2025             | Villarreal CF         | Liga                  | 15          | 0           | 0           | 1                     | 0                     | 0                     | -          | -          | -          | -                              | -                              | -                              | -                              | -               | -               | -               | -       | -       | -       | 16    | 0     | 0     |
| Sous-total            | Sous-total            | Sous-total            | 165         | 1           | 1           | 8                     | 1                     | 0                     | 0          | 0          | 0          | -                              | 27                             | 2                              | 0                              | 1               | 0               | 0               | 6       | 0       | 0       | 207   | 4     | 1     |
| Total sur la carrière | Total sur la carrière | Total sur la carrière | 556         | 14          | 9           | 52                    | 3                     | 0                     | 4          | 0          | 0          | -                              | 122                            | 4                              | 1                              | 1               | 0               | 0               | 58      | 0       | 2       | 793   | 21    | 12    |